# Мертвий Култук (родовище)
Мертвий Култук — нафтогазоносна структура Казахстану, розташована в північній частині сора Мертвий Култук, за 300 км на північний схід від міста Актау.
Площа нафтогазоносної структури Мертвого Култука становить 7273 км2, глибина води — 1—2,5 м. Родовище залягає в межах системи Бузачинсько-Північноустюртського прогину в районі сора Мертвий Култук. У родовищі Мертвий Култук виявлено три перспективні структури — Саритау, Салкин і Острівна.
Оператором розробки є КазМунайТениз, дочірня компанія КазМунайГазу. Для розробки родовища Мертвий Култук планується провести комплекс сейсморозвідувальних робіт і буріння двох розвідувальних свердловин на загальну суму не менше 47 мільйонів доларів.
У родовищі Мертвий Култук прогнозовані запаси нафти оцінюються в 164 млн т. З них 110 млн т відноситься до структури Саритау.

## Основні акціонери
Акціонери проєкту Мертвий Култук:
- Казмунайтениз — 50 %
- ТОВ «Каспіан Трістар» — 50 %